# ادبیات خاکستری
ادبیات خاکستری (به انگلیسی: Grey literature) به نوشته‌هایی گفته می‌شود که به راحتی از طریق مجاری معمول و ناشران قابل دسترس نیستند اما غالباً بکر و جدید هستند. اطلاعات این نوع از منابع معمولاً در منابع کتابشناختی قابل دسترس نیست و نمی‌توان آن‌ها را از کتاب‌فروشان یا از طریق اشتراک دریافت کرد. مدارکی که تحت عنوان گزارش فنی دسته‌بندی می‌شوند، از این دسته از منابع به شمار می‌آیند.
چهارمین کنفرانس ادبیات خاکستری در واشینگتن در اکتبر سال ۱۹۹۹، آن را به این صورت تعریف کرده‌است: «چیزی که در سطح دولتی، دانشگاهی، سازمان‌های تجاری و صنعتی به صورت چاپی یا الکترونیکی تولید شده است اما تحت کنترل ناشران تجاری نیست.»
باید توجه داشت که بین منابع زودگذر (ephemera) مثل یک تحقیق کلاسی دانشجو با ادبیات خاکستری تفاوت وجود دارد. منابع زودگذر ارزش حفظ و نگهداری ندارند در حالی‌که این گونه منابع ارزش این کار را دارند.